# Velký Kuntínov
Velký Kuntínov je přírodní rezervace jihovýchodně od obce Boleradice v okrese Břeclav. Důvodem ochrany je uchování lesostepních strání s výskytem vzácného včelníku rakouského (Dracocephalum austriacum).